# Труи
Труи́ (фр. Trouy) — коммуна во Франции, находится в регионе Центр. Департамент — Шер. Входит в состав кантона Леве. Округ коммуны — Бурж.
Код INSEE коммуны — 18267.
Коммуна расположена приблизительно в 210 км к югу от Парижа, в 105 км южнее Орлеана, в 9 км к югу от Буржа.

## Население
Население коммуны на 2008 год составляло 3836 человек.
| 1962 | 1968 | 1975 | 1982 | 1990 | 1999 | 2008 |
| ---- | ---- | ---- | ---- | ---- | ---- | ---- |
| 697  | 785  | 2132 | 2845 | 2877 | 2980 | 3836 |

## Администрация
| Период | Период | Фамилия           | Партия                              | Примечания |
| ------ | ------ | ----------------- | ----------------------------------- | ---------- |
| 1977   | 1995   | Жан-Мари Трюшо    | Французская коммунистическая партия |            |
| 1995   | 2014   | Жерар Сантосюоссо | Радикальная левая партия            |            |

## Экономика
В 2007 году среди 2579 человек в трудоспособном возрасте (15-64 лет) 1885 были экономически активными, 694 — неактивными (показатель активности — 73,1 %, в 1999 году было 71,0 %). Из 1885 активных работали 1780 человек (922 мужчины и 858 женщин), безработных было 105 (38 мужчин и 67 женщин). Среди 694 неактивных 237 человек были учениками или студентами, 313 — пенсионерами, 144 были неактивными по другим причинам.

## Фотогалерея

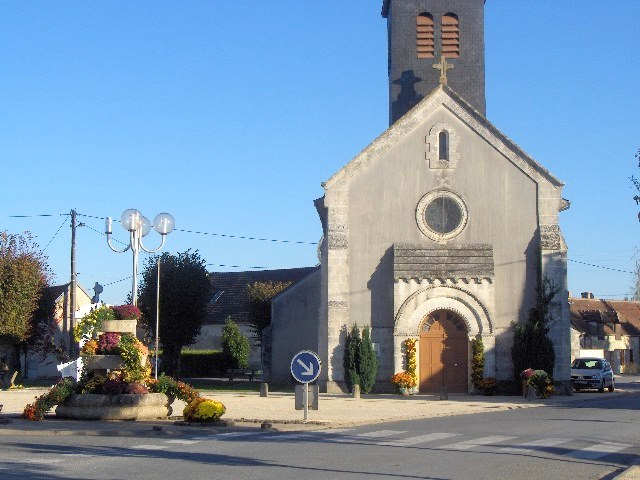
Церковь
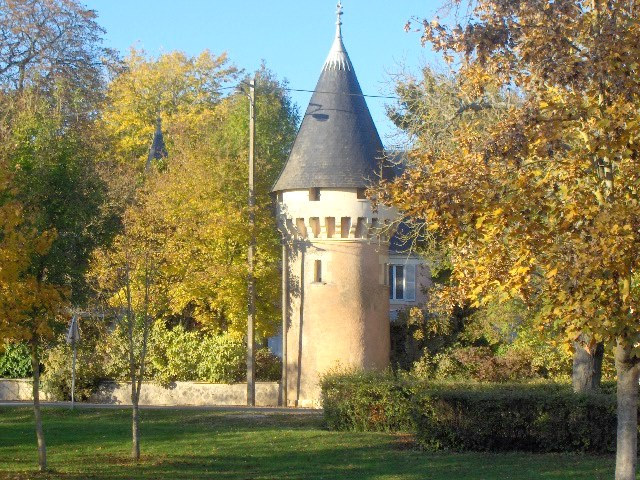
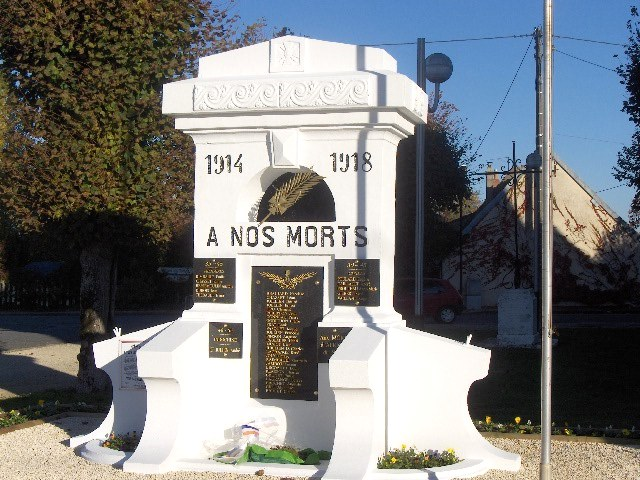
Военный мемориал